# 陳道談
陳道談（ちん どうだん、? - 549年）は、南朝陳の文帝陳蒨や宣帝陳頊の父。武帝陳霸先の兄にあたる。もとの名は談先（だんせん）。始興昭烈王を追贈された。

## 経歴
陳文賛の子として生まれた。梁に仕えて、東宮直閤将軍となった。侯景の乱が起こると、弩手2000を率いて建康の援軍となったが、城中で流れ矢に当たって戦死した。

## 没後の事情
太平2年（557年）、使持節・侍中・都督南兗州諸軍事・南兗州刺史の位を追贈され、長城県公に追封された。諡は昭烈といった。南朝陳が建てられると、さらに驃騎大将軍・太傅・揚州牧の位を贈られ、始興郡王に改封された。子の陳頊は南朝梁の承聖末年に西魏により関中に連行されていたが、陳霸先は陳頊に始興王の封を嗣がせて、道談の祭祀を奉じさせることとしていた。
永定3年（559年）6月、陳霸先が死去し、陳蒨（文帝）が即位したが、陳頊はまだ北周から帰国していなかったため、同年10月に陳蒨は陳頊を安成王とし、陳蒨の次男の陳伯茂を始興王に封じて、道談の祭祀を奉じさせた。

## 子女
- 陳蒨（文帝）
- 陳頊（宣帝）
- 信義長公主（到仲挙の子の到郁の妻）

## 伝記資料
- 『陳書』巻28 列伝第22
- 『南史』巻65 列伝第55